# Sergej Kraigher
Sergej Kraigher [sergêj/sêrgej krájger], slovenski politik in prvoborec, * 30. maj 1914, Postojna, † 18. januar 2001.

## Življenjepis
Študiral je medicino, najprej v Ljubljani in od leta 1937 v Zagrebu. Februarja 1934 je postal član Komunistične partije Slovenije; že isto leto je bil kot vodja tehnike KPS aretiran in obsojen na 2-letno zaporno kazen v Sremski Mitrovici. Po vrnitvi je bil sekretar OK KP za Ljubljano, 1940 inštruktor CK KPS.
Leta 1941 se je pridružil NOB, kjer je opravljal različne partijske dolžnosti (sekretar OK KPS za Revirje, decembra je postal sekretar pokrajinskega komiteja KPS za Štajersko in po kapitulaciji Italije 1943 sekretar OK KPS za Grosupje in nato za Kozje, Celje in Maribor. Zaradi vpletenosti v t. i. Pohorsko afero je bil marca 1944 za več mesecev (do junija) izključen iz KPS. Kmalu je postal sekretar oblastnega komiteja za Severno Slovenijo (Štajersko). 1945 je bil sekretar OK KP Maribor, nato za Ljubljano in obenem podpredsednik Mestnega ljudskega odbora v Ljubljani. 1946 je postal predsednik Planske komisije Vlade LRS (vmes je bil kot delegat Jugoslavije poslan v Albanijo za gospodarskega svetovalca) ter podpredsednik vlade LRS, nato je odšel v Beograd. 1951-53 je bil guverner Narodne banke Jugoslavije, nato direktor Zveznega zavoda za gospodarsko planiranje, 1958 pa sekretar Zveznega izvršnega sveta za industrijo in naslednje leto za zunanjo trgovino. Bil je podpredsednik Zveznega zbora Skupščine SFRJ in predsednik njegovega odbora za družbenoekonomske odnose (1963-67). Član CK ZKJ je bil od 1952, od 1969 član predsedstva ZKJ, nato spet član CK ZKJ do 1990. Šele po smrti svojega bratranca Borisa Kraigherja je lahko posegel tudi po najvišjih funkcijah v Sloveniji: 1967 je postal predsednik Skupščine Socialistične republike Slovenije, po funkciji je bil obenem tudi član Predsedstva SFRJ od njegove ustanovitve (1971-74) ter predsednik ustavne komisije skupščine SRS. V sedemdesetih letih je bil (skupaj s Francetom Popitom in drugimi) eden poglavitnih izvajalcev protiliberalistične politike v Sloveniji, katere najvidnejši znak je bila odstavitev predsednika slovenske vlade Staneta Kavčiča leta 1972. Leta 1974 je bil izvoljen za prvega predsednika Predsedstva Socialistične republike Slovenije, nato je bil 1979-84 član Predsedstva Socialistične federativne republike Jugoslavije (Kardeljev naslednik) in 1981/82 tudi eno leto predsednik Predsedstva Socialistične federativne republike Jugoslavije. 1981-83 je vodil zvezno komisijo za pripravo programa »ekonomske stabilizacije«. Ukvarjal se je s politično publicistiko v povezavi z vprašanji »socialističnega samoupravljanja« ipd. Izdal je knjigi Za socialistično samoupravno demokracijo, I- II (1980) in Kako iz krize (1986). Bil je častni doktor ljubljanske (1977) in mariborske (1979) univerze, junak socialističnega dela (1974), častni občan Maribora, Celja, itd.
Poročen je bil z Lidijo Šentjurc. Njegov starejši brat je bil Vito Kraigher.

## Napredovanja
- rezervni polkovnik JLA

## Odlikovanja
- orden junaka socijalističkog rada (1974)
- red ljudske osvoboditve
- red zaslug za ljudstvo I. stopnje
- red zaslug za ljudstvo II. stopnje
- red bratstva in enotnosti II. stopnje
- medalja za hrabrost
- partizanska spomenica 1941